# Emoia arnoensis
Emoia arnoensis — вид сцинкоподібних ящірок родини сцинкових (Scincidae). Мешкає на островах Мікронезії.

## Поширення і екологія
Emoia arnoensis широко поширені на Каролінських і Маршаллових островах та на острові Науру. Вони живуть у вологих тропічних лісах і вторинних лісах, на кокосових плантаціях та в садах. Відкладають яйця.